# Fluoruro di selenoile
Il fluoruro di selenoile, nome sistematico diossidifluoruro di selenio (CAS 14984-81-7), è un ossifluoruro del selenio esavalente avente formula molecolare SeO2F2, analogo e isoelettronico di valenza al fluoruro di solforile SO2F2, dove il selenoile è il gruppo bivalente >Se(=O)2.
Deriva formalmente dall'acido selenico SeO2(OH)2 per sostituzione degli ossidrili con atomi di fluoro e può essere quindi considerato l'anidride mista tra acido selenico e acido fluoridrico. In esso il selenio, come nell'acido selenico, è al suo massimo stato di ossidazione: +6. È l'unico alogenuro di selenoile conosciuto.

## Preparazione
Il fluoruro di selenoile può essere preparato dalla reazione diretta del fluoro con l'anidride seleniosa:
F2 + SeO2   →   SeO2F2
Un altro metodo consiste nel far reagire l'acido selenico con acido fluorosolforico, con resa pressoché quantitativa:
H2SeO4 + 2 HSO3F   →    2 H2SO4 + SeO2F2
Una variante consiste nel riscaldare il selenato di bario con acido fluorosolforico a riflusso a 50 °C:
BaSeO4 + 2 HSO3F   →   BaSO4 + H2SO4 + SeO2F2
Alternativamente, invece di BaSeO4, si può impiegare l'anidride selenica facendola reagire con il tetrafluoruro di selenio:
2 SeO3 + SeF4   →   SeO2 + 2 SeO2F2
Si può anche ottenere trattando ancora l'anidride selenica con il tetrafluoroborato di potassio (KBF4) a 70 °C.

## Proprietà e struttura
A temperatura ambiente il fluoruro di selenoile si presenta come un gas incolore, al pari di SO2F2, ma il composto è meno volatile: il suo punto di ebollizione è più alto, -8,4 °C contro i -55 °di SO2F2.
In base a calcoli teorici l'entalpia di formazione standard di SeO2F2 è ΔHƒ° = −457 kJ/mol e quindi è un composto termodinamicamente molto stabile, anche se parecchio meno di SO2F2 (−758,56 kJ/mol).
Due notevoli differenze dal fluoruro di solforile riguardano il comportamento chimico generale e sono la sua forte tendenza all'idrolisi e il suo spiccato potere ossidante, caratteristica quest'ultima che è tipica del selenio esavalente e degli elementi nel quarto periodo ad esso vicini quando si trovino alla loro massima valenza: GeIV, AsV e BrVII. Questo comportamento da parte degli elementi del 4° periodo che vengono dopo la prima serie di transizione è noto con l'espressione «riluttanza ad assumere la massima valenza» ed è in linea anche con il concetto affine di coppia inerte che si osserva per gli elementi del 6° periodo che vengono dopo la terza serie di transizione.
Il fluoruro di selenoile è una molecola polare, il suo momento di dipolo è μ =0,593 D, sebbene sia parecchio meno polare di SO2F2 (1,12 D).
D'altro canto, però, la molecola è isostrutturale al fluoruro di solforile: come in quest'ultima, la sua geometria è tetraedrica non regolare attorno l'atomo centrale di selenio ed ha la stessa simmetria molecolare C2v.
Lo spettro infrarosso in fase gassosa mostra assorbimenti a 1059 e 971 cm−1 per gli stiramenti dei legami Se=O e uno a 702 cm−1 per quelli Se−F. Lo spettro di risonanza magnetica nucleare del nuclide 19F (spin 1/2) mostra un assorbimento centrato a δ = 53 ppm e fiancheggiato da picchi satellite dovuti all'accoppiamento dei fluori con il nuclide 77Se (spin 1/2 −); la costante di accoppiamento J(77Se—19F) risulta essere di 1504 Hz.

### Parametri strutturali
La struttura molecolare del fluoruro di selenoile è stata indagata con la diffrazione elettronica in fase gassosa. Di seguito sono riportati distanze (r) ed angoli (∠) di legame:
r(Se=O) = 157,5 pm; r(Se–F) = 168,5 pm;
∠(OSeO) = 126,2°; ∠(FSeF) = 94,1°.
I legami Se=O, se confrontati con gli analoghi legami S=O in SO2F2 , che sono di 139,7 pm, sono più lunghi; tenendo però conto che il raggio covalente di Se (120 pm) è maggiore di quello di S (115 pm), la differenza riscontrata è solo in parte giustificata, e così pure per i legami Se−F rispetto a quelli S−F (153,0 pm). Inoltre, i legami Se=O in SeO2F2 sono più corti di circa 11 pm rispetto agli analoghi in SeO3 (168,78 pm).
L'angolo OSO è da considerarsi molto ampio per uno schema di ibridazione sp3 del selenio (come per S in SO2F2), ma tuttavia è solo appena superiore a quello presente in SO2F2 (122,6°) e, di contro, l'angolo FSeF è molto più stretto dei 109,5° attesi, sebbene anche in SO2F2 l'angolo sia solo appena maggiore (96,7°).
A questo proposito, è da dire che i doppi legami richedono più spazio angolare tra di essi rispetto ai legami singoli (modello VSEPR); inoltre, influisce sugli angoli anche la differenza di elettronegatività: questi doppi legami sono qui con l'ossigeno, che è meno elettronegativo del fluoro, con il quale il selenio forma i legami singoli: questo comporta, negli orbitali ibridi con cui il Se si lega a O, maggior carattere s e, di conseguenza, minor carattere s resta in quelli con cui si lega a F (il carattere s complessivo si deve conservare); questo si traduce in angoli maggiori con atomi meno elettronegativi e viceversa, proprio come accade qui per SeO2F2 e SO2F2, e tutto questo ricalca la regola di Bent.

### Chimica ionica in fase gassosa
Risultati di calcoli teorici indicano che il suo potenziale di ionizzazione è di 12,86 eV, che è solo leggermente minore dei 13,04 eV che si riscontrano per SO2F2 e questo è l'andamento normale che si ha scendendo lungo un gruppo della tavola periodica (S → Se). Invece, per la sua affinità elettronica, che è di 2,69 eV, si verifica l'andamento opposto, dato che quella che si trova per SO2F2 è 0,77 ± 0,33 eV.
Inoltre, i calcoli teorici mostrano che il fluoruro di selenoile può catturare in fase gassosa uno ione fluoruro esotermicamente, agendo da acido di Lewis, per dare l'anione SeO2F3–, con SeVI pentacoordinato in una geometria a bipiramide trigonale con gli ossigeni equatoriali:
SeO2F2 + F –   →   SeO2F3–
La variazione di entalpia standard (cambiata di segno) per reazioni come questa è nota come «affinità per lo ione fluoruro» (fluoride ion affinity, FIA) e quantifica la forza dell'acido di Lewis (Lewis acidity) nei confronti dello ione fluoruro, il quale in fase gassosa costituisce una importante base di riferimento. Il valore calcolato per SeO2F2 è di 291,2 kJ/mol, mentre il corrispondente per SO2F2 è di solo 166,5 kJ/mol, per cui SeO2F2 risulterebbe un acido di Lewis molto più forte.

## Reazioni
Il fluoruro di selenoile è alquanto più reattivo del fluoruro di solforile: si idrolizza molto facilmente, reagisce immediatamente con l'acqua e attacca il vetro, seppure lentamente, dato che la reazione di idrolisi comporta anche la formazione di acido fluoridrico. Anche il suo potere ossidante è parecchio maggiore e sia questo che la facilità di idrolisi sono rese possibili in parte dalla molto minore stabilità termodinamica di SeO2F2 rispetto a SO2F2 (ΔΔHƒ° ≈ 302 kJ/mol, vide supra), ma in parte anche dalla maggiore lunghezza dei legami, la quale riduce l'ingombro sterico intorno all'atomo centrale tetracoordinato e facilitando così l'accesso all'atomo centrale stesso; un andamento simile si osserva pure confrontando SF6, quasi inerte, con SeF6 che invece lo è meno: reagisce con soluzioni di ioduri o tiosolfati decomponendosi.
Il fluoruro di selenoile reagisce con l'ammoniaca a bassa temperatura, in fase gassosa o in solventi sufficientemente inerti, come ad esempio CCl4, formando inizialmente la diammide dell'acido selenico (reazione di ammonolisi), che però non è molto stabile e si converte in immidi o ammidi oligomere più complesse:
SeO2F2 + 4 NH3   →   SeO2(NH2)2 + 2 NH4F
SeO2(NH2)2   →   SeO2NH + NH3
Dal fluoruro di selenoile si può preparare, per trattamento con acido fluoridrico a 22 °C, l'acido pentafluoro-ortoselenico (HO−SeF5, acido forte, p. e. 47 °C), che è l'analogo dell'acido teflico con il selenio al posto del tellurio:
SeO2F2 + 3 HF   →   SeF5OH + H2O